# Irena Kalhousová
Irena Kalhousová (* 1979) je česká politoložka – vědkyně a vysokoškolská pedagožka, ředitelka Herzlova centra izraelských studií Fakulty sociálních věd Univerzity Karlovy v Praze. Specializuje se na Izrael, arabsko-izraelský konflikt a bezpečnost na Blízkém východě i s ohledem na vztahy se státy střední Evropy.

## Studium a zaměření odborné činnosti
B.A. Hebrew University Jerusalem, Izrael, katedra politologie, 2001–2005
M.Phil. University of Cambridge, UK, katedra mezinárodních vztahů a evropských studií, 2006–2007. Téma: Bilaterální vztahy EU–Izrael
Ph.D. London School of Economics and Political Science, UK, 2014–2019. Téma: Naši Židé, náš Izrael: Zdroje zahraniční politiky Polska, České republiky a Maďarska ve vztahu k Izraeli

## Profesní působení, odborná, publikační a pedagogická činnost
- Od roku 2019 je ředitelkou Herzlova centra izraelských studií na Univerzitě Karlově. Řídí toto mezinárodně uznávané univerzitní výzkumné a vzdělávací centrum se zaměřením na současný Izrael a vztahy mezi Izraelem a státy střední Evropy. Vyučuje a navrhuje pregraduální i postgraduální kurzy, organizuje a moderuje akademické workshopy a veřejné diskuse. Odpovídá za další rozvoj centra, PR a fundraising.

- Od roku 2019 je odbornou asistentkou (Assistant Professor) na katedře mezinárodních vztahů a katedře politologie Institutu politologických studií Fakulty sociálních věd Univerzity Karlovy. Vyučuje zde v pregraduálních i postgraduálních kurzech zaměřených na výše uvedenou problematiku/témata Izraele a izraelsko-arabských vztahů a vztahů Izraele se státy střední Evropy.

- Od roku 2020 působí jako výzkumná pracovnice (Research Fellow) Centra pro výzkum míru (Peace Research Center Prague), jehož je spoluzakladatelkou.

- Od roku 2008 působí jako hlavní analytička a členka Programové rady Nadace Forum 2000.[2]

Pracovala též v nadaci ADRA, v nadaci Heinrich Böll Stiftung, v Asociaci pro mezinárodní otázky a dalších organizacích v Česku i zahraničí.
Intenzivně se věnuje i mimoakademické prezentaci výše uvedené aktuální problematiky široké veřejnosti v ČR i v zahraničí ve sdělovacích prostředcích (mj. 170 živých vystoupení v r. 2023), na besedách apod.

## Ocenění
- Oceněni Fakulty sociálních věd Univerzity Karlovy za výstupy a prezentaci FSV UK v médiích v roce 2023.

Ocenění obdržela nejen za přínos k obeznámení veřejnosti s politicko-společenskou situací v oblasti Blízkého východu a Izraele v mezinárodních souvislostech, a to obzvláště po eskalaci izraelsko-palestinského konfliktu v říjnu 2023, ale v této souvislosti také za šíření dobrého jména HCIS UK a FSV UK.
- Fakultní ocenění vyučujícího „Zlatý kurz“ pro nejlepší pregraduální kurz za roky 2023 a 2021.